# 포춘 쿠키

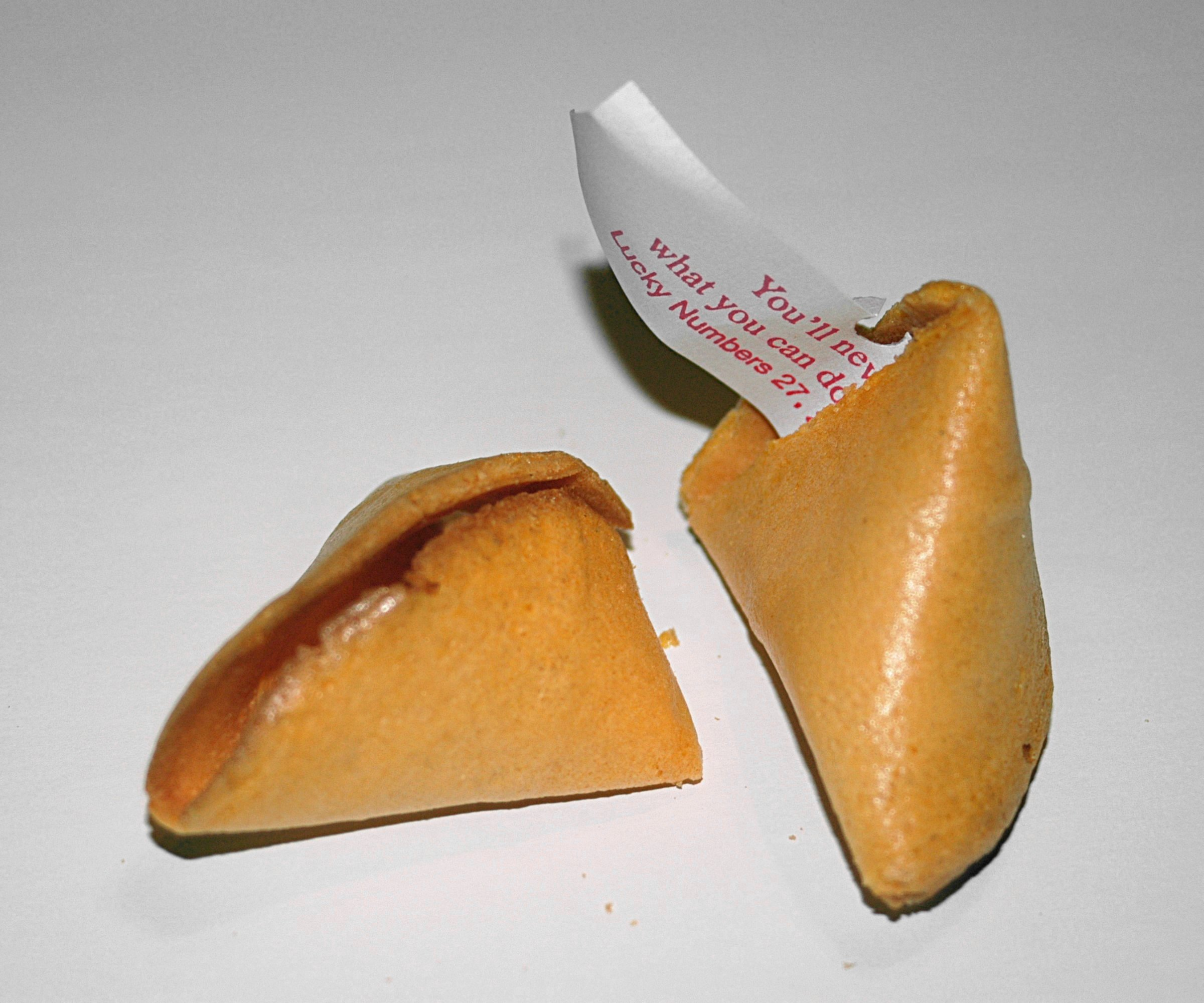
운세가 들어있는 포춘 쿠키.

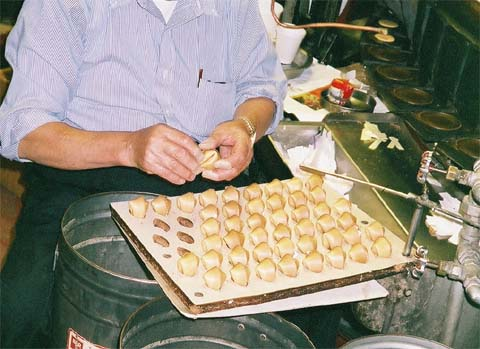
공장에서 제조되는 포춘 쿠키.

포춘 쿠키(Fortune cookie)는 주로 미국, 유럽 등지의 중국 음식점에서 후식으로 나누어 주는 과자이다. 과자의 안을 깨보면 보통 운세가 적힌 쪽지가 들어 있지만, 단순한 중국어 낱말을 배울 수 있는 쪽지가 들어 있기도 해 많은 사람에게 즐거움을 줄 수 있다. 뒷면에 임의의 난수가 있어 복권 번호로 사용하기도 한다. 인천 중구 북성동의 청나라 조계지역이었던 차이나타운에 포춘쿠키와 공갈빵을 파는 가게가 있다.

## 기원
포춘 쿠키의 기원에 대해서는 여러 가지 설이 있는데, 샌프란시스코 기원설과 로스앤젤레스 기원설, 중국 기원설 그리고 일본 기원설이 있다.

### 로스앤젤레스 기원설
광동성에서 미국으로 이민을 온 제빵업자 데이비드 융(David Jung)이 1918년 로스 앤젤레스에서 포춘 쿠키를 만들고 소개했다고 한다.

### 샌프란시스코 기원설
1800년대 경에 미국의 포춘 쿠키와 유사한 형태의 쿠키가 일본의 교토에서 만들어졌다 하는데, 일본의 쿠키가 조금 더 크고 검은 반죽으로 만들어졌다 한다. 지금의 쿠키처럼 운세가 적힌 쪽지가 있었지만 지금의 포춘 쿠키가 과자 속의 빈 부분 안에 있는 것과는 달리 쿠키의 굽은 부분 사이에 끼워져 있는 형태였다고 한다.
일본에서 포춘 쿠키가 미국으로 유래되었다고 주장하는 대부분의 사람들은 일본인인데, 이 기원설에서 그들은 일본의 제빵업자들이 그 시대에 알려진 쿠키 디자인을 수정하였다고 한다.
샌프란시스코 골든 게이트 파크에 위치한 일본 다원을 디자인한 마코토 하기와라가 1914년 다원에서 미국에서 처음으로 미국 형태의 포춘 쿠키를 가져온 사람이라 한다.
역사적 고찰을 다루는 법정에서 샌프란시스코의 모의 법정은 포춘 쿠키의 탄생 수도가 샌프란시스코라고 판결하였다. 후에 로스앤젤레스 측에서는 이 판결에 대해 크게 반발하였다.

### 중국 기원설
포춘 쿠키가 현대에 와서 만들어졌다는 것은 확실하지만, 일부 역사학자들에 의해 중국에서 유래했다는 설도 있다. 14세기 초 중국이 몽골에 의해 점령된 원나라 때 주원장이 원나라를 몰아내고자 봉기를 하려 하는데, 국민들에게 알릴 바가 없어서 고심하였다. 이때 부하인 유부동이 원나라 황제에게 청하여 중국 백성들에게 중추절에 월병을 하사함을 허락 받은 뒤, '8월 보름 봉기'라는 내용의 쪽지를 월병에 넣어 중국인들에게만 전한 것이 기원이라 한다. 이를 통해 일어난 봉기는 명나라를 세우는 기반이 되었다 한다.

### 일본 기원설
2008년 뉴욕 타임즈 인터뷰에서 한 일본인이 포춘쿠키는 일본에서 유래되었다며 주장했다. 그 이유는 자신이 도쿄 어느 제과점에서 3대째로 운영중인 포춘쿠키와 거의 흡사한 과자를 발견했는데, 그 제과점 주인 역시 과자 안에 사탕이나 동전 같은 것을 넣는 것은 옛날부터 일본의 오래 된 풍습이라고 설명했다고 한다. 포춘쿠키와는 다소 신빙성이 떨어지지만 일본의 옛날 동화 같은 것을 보면 한 과자에만 사탕같은 것을 넣고 노는 게임을 많이 했다는 것이 묘사가 되어 있는 것을 보면 그것은 틀림없다는 것이라고 알 수 있다.

## 어원
포춘 쿠키는 일반적으로 영어인 포춘 쿠키(fortune cookie)로 불리며, 중국계 미국인들 또한 그렇게 부른다. 중국어에서는 포춘 쿠키를 부르는 표준 명칭이 존재하지 않는데, 다음과 같이 다양하게 번역하여 부른다.
- 幸運簽餅, 簽語餅, 幸運餅, 幸運簽語餅, 幸運甜餅, 幸福餅乾, 幸運餅乾, 幸運餅, 幸運籤語餅, 籤語餅, 占卜餅

## 같이 보기
- Big Fat Cat 시리즈
- 쿠키
- 항얀벵
- 비스킷
- 크래커
- 행운